# Xabier López-Arostegui
Xabier López-Arostegui, né le 19 mai 1997, à Getxo dans la province de Biscaye, en Espagne, est un joueur espagnol de basket-ball. Il évolue au poste d'ailier.

## Biographie
Lors de la saison 2017-2018 du championnat espagnol, López-Arostegui est nommé dans l'équipe des meilleurs jeunes avec le MVP Luka Dončić, le Suédois Simon Birgander et ses compatriotes Jonathan Barreiro et Sergi García.
À la fin de la saison 2018-2019 du championnat d'Espagne, López-Arostegui est choisi dans la meilleure équipe de jeunes avec Carlos Alocén, Vlatko Čančar, Jordan Sakho et Santiago Yusta.

## Palmarès
- Champion d'Europe des 16 ans et moins 2016
- Champion d'Europe en 2022